# Saji
Saji (佐治村, Saji-son) était un village situé dans le district de Yazu, Préfecture de Tottori, au Japon.
En 2003, le village comptait une population d'environ 2.689 habitants et une densité de 33,66 personnes par km². La superficie totale était de 79,89 km2.
Le 1er novembre 2004, Saji, ainsi que le bourg de Kokufu, le village de Fukube (tous deux du district d'Iwami), les bourgs d'Aoya, Ketaka et Shikano (tous du district de Ketaka), et les bourgs de Kawahara et Mochigase (district de Yazu), ont fusionné dans la ville élargie de Tottori.

## Honneur
L'astéroïde (102621) Goshinosato est nommé en son honneur. « Goshi no Sato » (« le village des cinq shi ») est un surnom donné à Saji, le village où est situé l'Observatoire de Saji, où l'astéroïde a été découvert. Les cinq shi sont Hoshi (étoile), Nashi (poire), Washi (papier), Sajigawaishi (pierre) et Sajidanibanashi (vieux contes). Le nom de l'astéroïde a été choisi lors d'un concours public organisé pour commémorer le 30e anniversaire de la fondation de l'Observatoire de Saji.